# Station Bamford
Bamford is een station van National Rail in Bamford, High Peak in Engeland. Het station is eigendom van Network Rail en wordt beheerd door Northern Rail. Het station is geopend in 1894. 